# Phenacoccus dearnessi
Phenacoccus dearnessi är en insektsart som beskrevs av King 1901. Phenacoccus dearnessi ingår i släktet Phenacoccus och familjen ullsköldlöss. Inga underarter finns listade i Catalogue of Life.